# U-883
| U-883                      | U-883                                    | U-883                                    |
| -------------------------- | ---------------------------------------- | ---------------------------------------- |
|                            |                                          |                                          |
|                            |                                          |                                          |
|                            |                                          |                                          |
| Під прапором               | Третій рейх                              | Третій рейх                              |
| Спуск на воду              | 28 квітня 1944 року                      | 28 квітня 1944 року                      |
| Виведений зі складу флоту  | 5 травня 1945 року                       | 5 травня 1945 року                       |
| Сучасний статус            | затоплений                               | затоплений                               |
| Проєкт                     |                                          |                                          |
| Тип ПЧ                     | Торпедний ДПЧ                            | Торпедний ДПЧ                            |
| Основні характеристики     |                                          |                                          |
| Швидкість (надводна)       | 19,2 вузлів                              | 19,2 вузлів                              |
| Швидкість (підводна)       | 6,9 вузлів                               | 6,9 вузлів                               |
| Гранична глибина занурення | 230 м                                    | 230 м                                    |
| Екіпаж                     | 57 осіб                                  | 57 осіб                                  |
| Розміри                    |                                          |                                          |
| Довжина найбільша (по КВЛ) | 87,6 м                                   | 87,6 м                                   |
| Ширина корпусу найб.       | 7,5 м                                    | 7,5 м                                    |
| Висота                     | 10,2 м                                   | 10,2 м                                   |
| Середня осадка (по КВЛ)    | 5,4 м                                    | 5,4 м                                    |
| Водотоннажність надводна   | 1616 т                                   | 1616 т                                   |
| Озброєння                  |                                          |                                          |
| Артилерія                  | одна 37-мм та одна 20-мм зенітна гармата | одна 37-мм та одна 20-мм зенітна гармата |
| Торпедно- мінне озброєння  | 2 кормових ТА. 5 торпед                  | 2 кормових ТА. 5 торпед                  |

U-883 — німецький підводний човен типу IXD/42 часів Другої світової війни.
Замовлення на будівництво човна було віддане 2 квітня 1942 року. Човен був закладений на верфі суднобудівної компанії «AG Weser» у Бремені 27 липня 1943 року під заводським номером 109ц, спущений на воду 28 квітня 1944 року, 27 березня 1945 року увійшов до складу 4-ї флотилії.
Човен не виконав жодного бойового походу.
Капітулював 5 травня 1945 року у Куксгафені, Німеччина. 21 червня 1945 року переведено з Вільгельмсгафену до Лізагаллі. Потоплено 31 грудня 1945 року північніше Ірландії (55°44′ пн. ш. 08°40′ зх. д. / 55.733° пн. ш. 8.667° зх. д.) в рамках проведення операції «Дедлайт».

## Командири підводного човна
- Капітан-лейтенант Ганс-Людвіг Гауде (1 травня 1944 — 1 жовтня 1944)
- Оберлейтенант-цур-зее резерву Йоганнес Юбель (27 березня 1945 — 5 травня 1945)